# Wolfgang Kraus
Wolfgang Kraus (20 agosto 1953) è un ex calciatore tedesco, di ruolo centrocampista.

## Palmarès
- Campionato tedesco: 2

Bayern Monaco: 1979-1980, 1980-1981
- Coppa di Germania: 4

Eintracht Francoforte: 1973-1974, 1974-1975
Bayern Monaco: 1981-1982, 1983-1984